# Maria Shurochkina
Maria Shurochkina est une nageuse synchronisée russe née le 30 juin 1995 à Moscou. Elle remporte la médaille d'or du par équipes aux Jeux olympiques d'été de 2016 à Rio de Janeiro ainsi qu'aux Jeux olympiques d'été de 2020 à Tokyo.

## Palmarès

### Jeux olympiques
- Jeux olympiques d'été de 2016 à Rio de Janeiro ( Brésil) :
  -  Championne olympique par équipes
- Jeux olympiques d'été de 2020 à Tokyo ( Japon) :
  -  Championne olympique par équipes

### Championnats du monde
- Championnats du monde 2013 à Barcelone ( Espagne) :
  -  Championne du monde en équipe programme libre
  -  Championne du monde en équipe programme technique
  -  Championne du monde en combiné programme libre
- Championnats du monde 2015 à Kazan ( Russie) :
  -  Championne du monde en équipe programme libre
  -  Championne du monde en équipe programme technique
  -  Championne du monde en combiné programme libre
- Championnats du monde 2017 à Budapest ( Hongrie) :
  -  Championne du monde en équipe programme libre
  -  Championne du monde en équipe programme technique
  -  Championne du monde en combiné programme libre
- Championnats du monde 2019 à Gwangju ( Corée du Sud) :
  -  Championne du monde en équipe programme libre
  -  Championne du monde en combiné programme libre

### Championnats d'Europe
- Championnats d'Europe 2014 à Berlin ( Allemagne) :
  -  Championne d'Europe en équipe
- Championnats d'Europe 2016 à Londres ( Royaume-Uni) :
  -  Championne d'Europe en équipe programme technique
  -  Championne d'Europe en combiné programme libre
- Championnats d'Europe 2018 à Glasgow ( Royaume-Uni) :
  -  Championne d'Europe en équipe programme technique
  -  Championne d'Europe en équipe programme libre
- Championnats d'Europe 2020 à Budapest ( Hongrie) :
  -  Championne d'Europe en équipe programme technique

### Universiade
- Universiade d'été de 2013 à Kazan ( Russie)
  -  Médaillée d'or par équipe
  -  Médaillée d'or en combiné programme libre